# Rita-Maria Nowotny

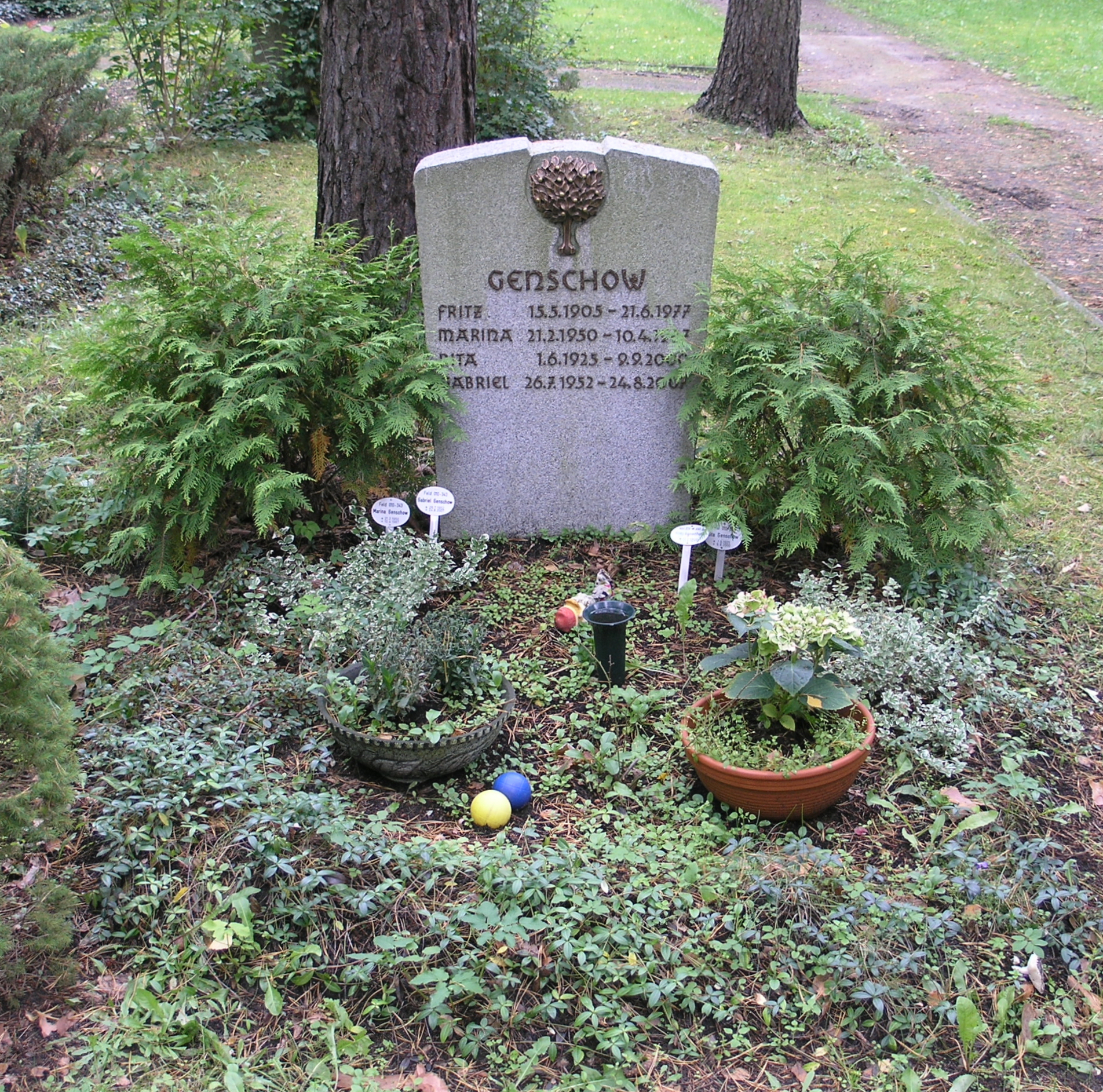
Grabstätte, Potsdamer Chaussee 75, in Berlin-Nikolassee

Rita-Maria Nowotny, auch Rita-Maria Nowottnick-Genschow, (* 1. Juni 1925 in Berlin; † 9. September 2000 ebenda) war eine deutsche Schauspielerin.

## Leben
Nowotny war in den 1950er Jahren mehrere Male in Märchenfilmen ihres Ehemanns Fritz Genschow auf der Kinoleinwand zu sehen. Zuerst spielte sie in den Grimmschen Adaptionen Rotkäppchen (1953) und Hänsel und Gretel (1954) mit. In der Märchenverfilmung Frau Holle (1954) war sie neben Renée Stobrawa (Frau Holle) die Goldmarie.
In Aschenputtel (1955) war sie an der Seite von Rüdiger Lichti (Prinz) in der Titelrolle des Aschenputtels zu sehen. Im selben Jahr sah man Nowotny in einer kleineren Rolle in Der Struwwelpeter und in dem Spielfilm Ina, Peter und die Rasselbande.
1956 stellte sie in Tischlein deck dich die Rolle des Kätchen dar. 1957 folgte ihre vorerst letzte Filmarbeit in Die Gänsemagd, in der sie die Titelrolle der Gänsemagd verkörperte.
Mit dem Märchenfilm Schneeweißchen und Rosenrot (1984), bei dem sie Regie führte, kehrte sie noch einmal ins Filmgeschäft zurück.
Rita-Maria Nowotny war bis zu dessen Tod 1977 mit Fritz Genschow verheiratet. Der Ehe entstammten die Schauspielerin Marina Genschow (1950–1987) sowie der Drehbuchautor und Filmproduzent Gabriel Genschow (1954–2007).

## Filmografie
Darsteller
- 1953: Rotkäppchen
- 1954: Hänsel und Gretel
- 1954: Frau Holle
- 1955: Der Struwwelpeter
- 1955: Ina, Peter und die Rasselbande
- 1955: Aschenputtel
- 1956: Tischlein deck dich
- 1957: Die Gänsemagd

Regisseur
- 1984: Schneeweißchen und Rosenrot